# Slammiversary XVI
Slammiversary XVI fue un evento de pago por visión de lucha libre profesional producido por Impact Wrestling. Tuvo lugar el 22 de julio de 2018 en el The Rebel Complex en Toronto, Ontario en Canadá. Es el décimo sexto evento en la cronología de Slammiversary y segundo evento pago por visión de Impact Wrestling en el 2018.

## Antecedentes
En busca de un nuevo retador, Eli Drake se presentó como retador ya que era portador del Feast or Fired. De repente, también se presentó Moose como antiguo portador del Feast or Fired. En House of Hardcore, Moose derrotó a Drake, ganando una oportunidad titular frente a Austin Aries en Slammiversary.
El 14 de junio, Jake Crist fue derrotado por El Hijo del Fantasma. Después de la lucha, Dave y Jake atacaron a Fantasma en compañía de Sami Callihan pero Pentagón Jr. salió en su defensa. Tras esto, comenzó una rivalidad directa entre Pentagón y Callihan. El 28 de junio en Impact, Pentagón lanzó su reto contra Callihan donde propuso un Mask vs. Hair Match, a lo que Callihan aceptó.
En junio de 2018, Madison Rayne hacía su regreso a Impact, donde comenzó una rivalidad con Tessa Blanchard. El 21 de junio en Impact, derrotó a Taya Valkirie. Después de la lucha, Rayne anunció que sería retadora #1 al Campeonato de Knockouts ante Su Yung. Mientras que comenzaba su rivalidad con Yung, Blanchard intentó acecharla pero Allie salió en su defensa por lo comenzó un feudo con ésta.
El 7 de junio en Impact, Eddie Edwards y Sami Callihan iban a terminar su rivalidad en un Unsanctioned Fight, donde la lucha terminó sin resultado ya que, Tommy Dreamer y Alisha Edwards impidieron que Eddie continuara atacando a Callihan para que éste lograra huir. Al finalizar esto, Eddie atacó a Dreamer cambiando a heel. Tras las siguientes semanas, Edwards adoptó un gimmick de luchador hardcore, inspirado en el estilo de Callihan, donde aparecía armado para atacar a cualquiera, siendo Dreamer su mayor víctima. Posteriormente, Dreamer pactó un House of Hardcore Match contra Edwards, a lo que éste aceptó.

## Resultados
- Johnny Impact derrotó a Fenix, Petey Williams y Taiji Ishimori.
  - Impact cubrió a Fenix después de un «Starship Pain».
  - Originalmente Rich Swann iba a participar de la lucha, pero fue reemplazado por Williams debido a una lesión.
- Tessa Blanchard derrotó a Allie.
  - Blanchard cubrió a Allie después de un «Hammerlock DDT».
- Eddie Edwards derrotó a  Tommy Dreamer en un House of Hardcore Match.
  - Edwards cubrió a Dreamer después de un «Boston Knee Party».
  - Después de la lucha, Eddie intentó agredir a Dreamer pero se detuvo. Asimismo, Alisha Edwards apareció para detenerlo. Al final, Dreamer y Edwards se dieron la mano en señal de respeto.
- Brian Cage derrotó a Matt Sydal y ganó el Campeonato de la División X de Impact.
  - Cage cubrió a Sydal después de un «Drill Claw».
- Su Yung derrotó a Madison Rayne y retuvo el Campeonato Knockouts de Impact.
  - Yung forzó a Rayne a rendirse con un «Mandible Claw».
- The Latin American Xchange (Ortiz & Santana) (con Konnan) derrotaron a The OGz (Hernández y Homicide) (con King) en un 5150 Street Fight y retuvieron los Campeonatos Mundiales en Parejas de Impact.
  - Santana cubrió a Homicide después de un «Frog Splash».
  - Después de la lucha, King y Hernandez atacaron a LAX y a Konnan.
  - Originalmente, los títulos no estaban en juego.
- Pentagón Jr. derrotó a Sami Callihan en un Mask vs. Hair Match.
  - Pentagón cubrió a Callihan después de un «Pentagon Driver».
  - Después de la lucha, Ohio Versus Everything (Dave Crist & Jake Crist) atacaron a Pentagón y ayudaron a huir a Callihan, pero Fenix salió para detener a Callihan.
  - Como consecuencia, Callihan perdió su cabellera.
- Austin Aries derrotó a Moose y retuvo el Campeonato Mundial de Impact.
  - Aries cubrió a Moose después de un «Brainbuster».
  - Antes de la lucha, Curtis Granderson hizo su aparición especial para la presentación del título.
  - Durante la lucha, Aries quiso golpear a Moose con el título pero Granderson se lo impidió.